# Bernard Freyberg
Bernard Cyril Freyberg, 1. baron Freyberg (21. března 1889 Richmond, Londýn – 4. července 1963 Windsor) byl britský voják, účastník mexické revoluce a bitvy u Gallipoli. Později se stal nejmladším brigádním generálem britské armády, který se účastnil první světové války, kde sloužil na západní frontě. Na této frontě získal Viktoriin kříž.
Během druhé světové války velel novozélandským vojákům v době bojů o Řecko, v nichž byl jedním z velitelů v bitvě u Thermopyl, velel obraně Kréty proti německé invazi, a následně velitelsky působil i v africké kampani, včetně operace Supercharge během druhé bitvy u El Alameinu, a posléze i v tuniské a italské kampani. Válku zakončil v hodnosti generálporučíka a funkci velitele 2. novozélandské divize, která byla součástí britské 8. armády.
V letech 1946 až 1952 byl generálním guvernérem Nového Zélandu.
Zemřel ve Windsoru 4. července 1963 na následky jednoho ze svých válečných zranění. Byl pohřben na hřbitově St. Martha na kopci nedaleko Guildfordu v Surrey po boku své ženy. Ve společném hrobě je pochován i jejich syn, který byl vyznamenán Vojenským křížem.